# Arvid Noe
Arne Vidar Røed, que les publications médicales ont surnommé Arvid Darre Noe, était un marin et conducteur de poids lourds norvégien né en 1946 et décédé en 1976. Il fait partie des plus anciens patients reconnus comme contaminés par le virus de l'immunodéficience humaine (VIH) et il est le premier malade confirmé en Europe, bien que les médecins de l'époque n'aient pas identifié l'origine de son mal. Les chercheurs étudiant son cas le désignaient comme « marin norvégien » ou par l'anagramme Arvid Noe afin de protéger son identité, qui n'est révélée qu'après son décès.

## Maladie et décès
Røed intègre la marine marchande en 1961 à l'âge de 15 ans. D'après le journaliste Edward Hooper, Røed s'est rendu en Afrique deux fois au cours de ses voyages entre 1961 et 1962 alors qu'il sert à bord du Hoegh Aronde, depuis le long de la côte ouest de l'Afrique vers Douala. Røed contracte alors une gonorrhée. En 1968, Røed quitte la marine et il exerce comme conducteur de poids lourds, parcourant l'Europe et surtout l'Allemagne. À partir de 1968, Røed est atteint de douleurs articulaires, de lymphœdème et d'infections aux poumons. Un traitement stabilise la santé de Røed jusqu'en 1975, puis ses symptômes empirent et il développe des difficultés motrices et une démence. Il meurt le 24 avril 1976. Son épouse, qui souffre d'affections similaires, meurt en décembre. Bien que les deux premiers enfants du couple soient séronégatifs, leur troisième enfant — une fille — meurt le 4 janvier 1976, à l'âge de huit ans. L'enfant constitue le premier cas reconnu de décès imputable au SIDA hors des États-Unis. Røed, son épouse et leur fille sont inhumés en Norvège, à Borre.

## Analysespost-mortem
Environ dix ans après le décès de Røed, le Dr Stig Sophus Frøland (en) du Rikshospitalet conclut que les échantillons de sang venant de Røed, son épouse et leur fille sont tous trois séropositifs. Les recherches menées sur les itinéraires de Røed conduisent à estimer qu'il a contracté le VIH au Cameroun en 1961 ou 1962, époque où il entretenait des relations avec de nombreuses Africaines, dont des prostituées. Røed était porteur de la variante HIV-1 groupe O, qui était prévalente au Cameroun au début des années 1960.
Alors que Røed exerce comme conducteur de poids lourds entre 1968 et 1972, il a des relations sexuelles avec de nombreuses prostituées et il est presque certain qu'il leur a transmis le VIH ; à leur tour, ces femmes ont contaminé leurs clients.